# Джумхюриет (квартал в Кючюкчекмедже)
„Джумхюриет“ (на турски: Cumhuriyet) е квартал на Истанбул, разположен в градска околия Кючюкчекмедже. Общата му площ е 1,3 км2. Според данни на Адресната система за регистриране на населението (ABPRS) към 2023 г. населението на „Джумхюриет“ е 53 292 жители.